# Thalaina
Genre
Thalaina est un genre d'insectes lépidoptères, des papillons de la famille des géométridés.